# Parîdubî, Stara Vîjivka
Parîdubî (în ucraineană Паридуби) este un sat în comuna Smidîn din raionul Stara Vîjivka, regiunea Volînia, Ucraina.

## Demografie
Componența lingvistică a localității Parîdubî
     Ucraineană (98,45%)
     Rusă (1,04%)
     Alte limbi (0,26%)
Conform recensământului din 2001, majoritatea populației localității Parîdubî era vorbitoare de ucraineană (98,45%), existând în minoritate și vorbitori de rusă (1,04%).